# Kostel Nanebevzetí Panny Marie (Hemže)
Kostel Nanebevzetí Panny Marie je poutní kostel v Hemži. Je chráněn jako kulturní památka České republiky.

## Poloha kostela
Kostel je umístěn v jižním cípu Orlické tabule; nedaleko od měst Choceň (1,5 km severovýchodně) a Brandýsa nad Orlicí (3 km západně). V blízkosti se také nachází řeka Tichá Orlice.

## Historie
Kostel Panny Marie nechal postavit v roce 1683 v barokním slohu J. B. Trauttmansdorff. Poutní tradice vznikla díky milostné sošce Panny Marie s Ježíškem, kterou do kostela věnoval hrabě Kurze. Sám ji přivezl již v roce 1662 z Uher.

## Architektura
Kolem kostela se nachází hřbitov, který je obehnán zdí. V ní jsou zabudovány tři kaple tak, že čelní strana míří směrem dovnitř (směrem ke kostelu). Nedaleko kostela se nachází též volně stojící zvonice.
Samotný kostel je obdélníkového půdorysu. Po stranách jsou mělké kaple. Boční stěny člení arkádami. Presbytář je půlkruhový, na bocích se nachází sakristie a oratoř. Z vnitřního vybavení je zajímavý oltář ze 17. století, na kterém je uložena ve skříni milostná soška Madony a obraz Nanebevzetí Panny Marie v nástavci. Sochy sv. Jana Křtitele a sv. Františka jsou umístěny po stranách oltáře. Boční oltáře zdobí obrazy od J. Umlaufa (z roku 1880). Nemělo by se též zapomenout na sochu "Ecce homo" a trojdílné varhany (oboje z 18. století).

## Hlavnípobožnost(pouť)
Neděle po 15. 8. (svátek Nanebevzetí Panny Marie).

## Galerie

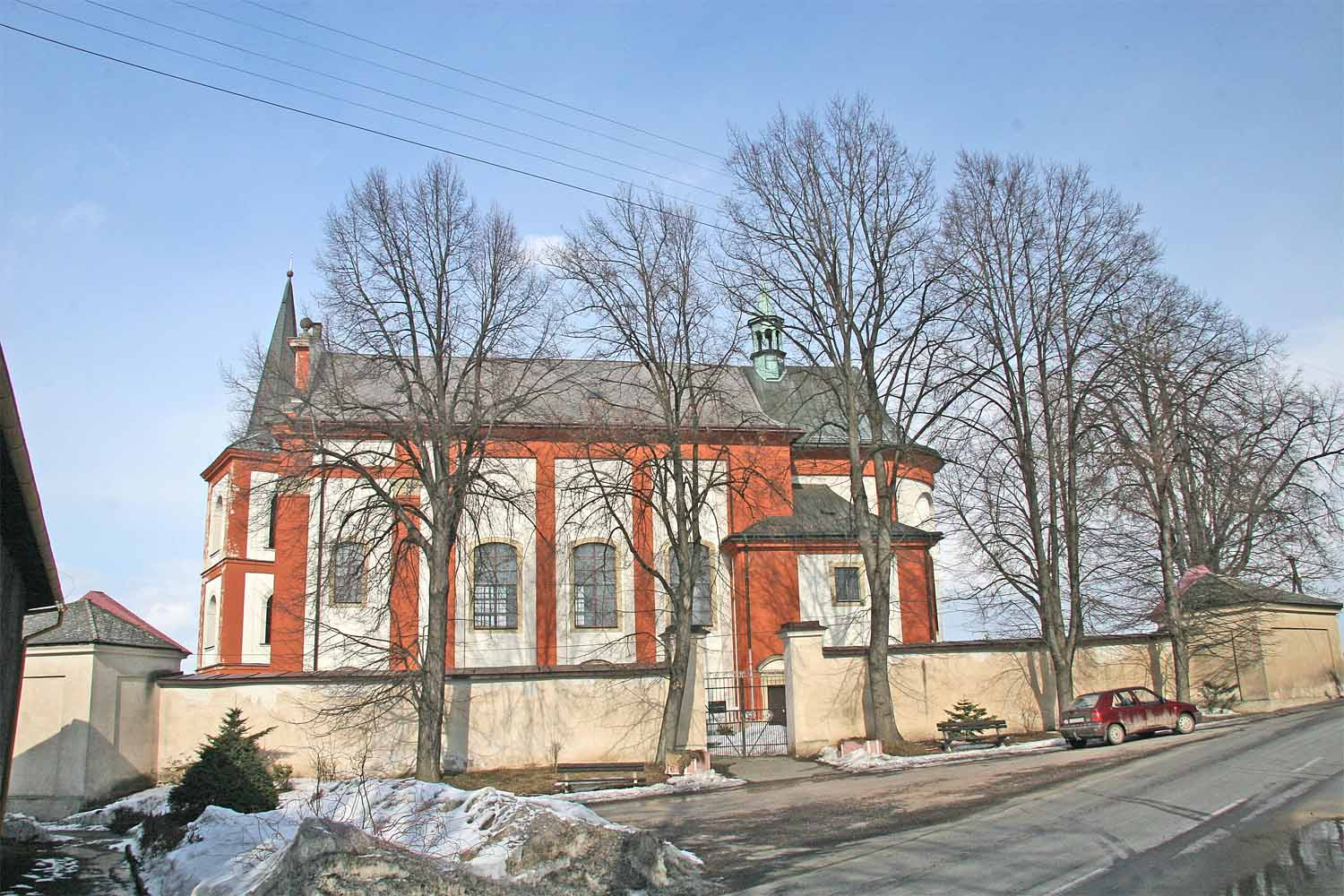
Poutní kostel Hemže 1
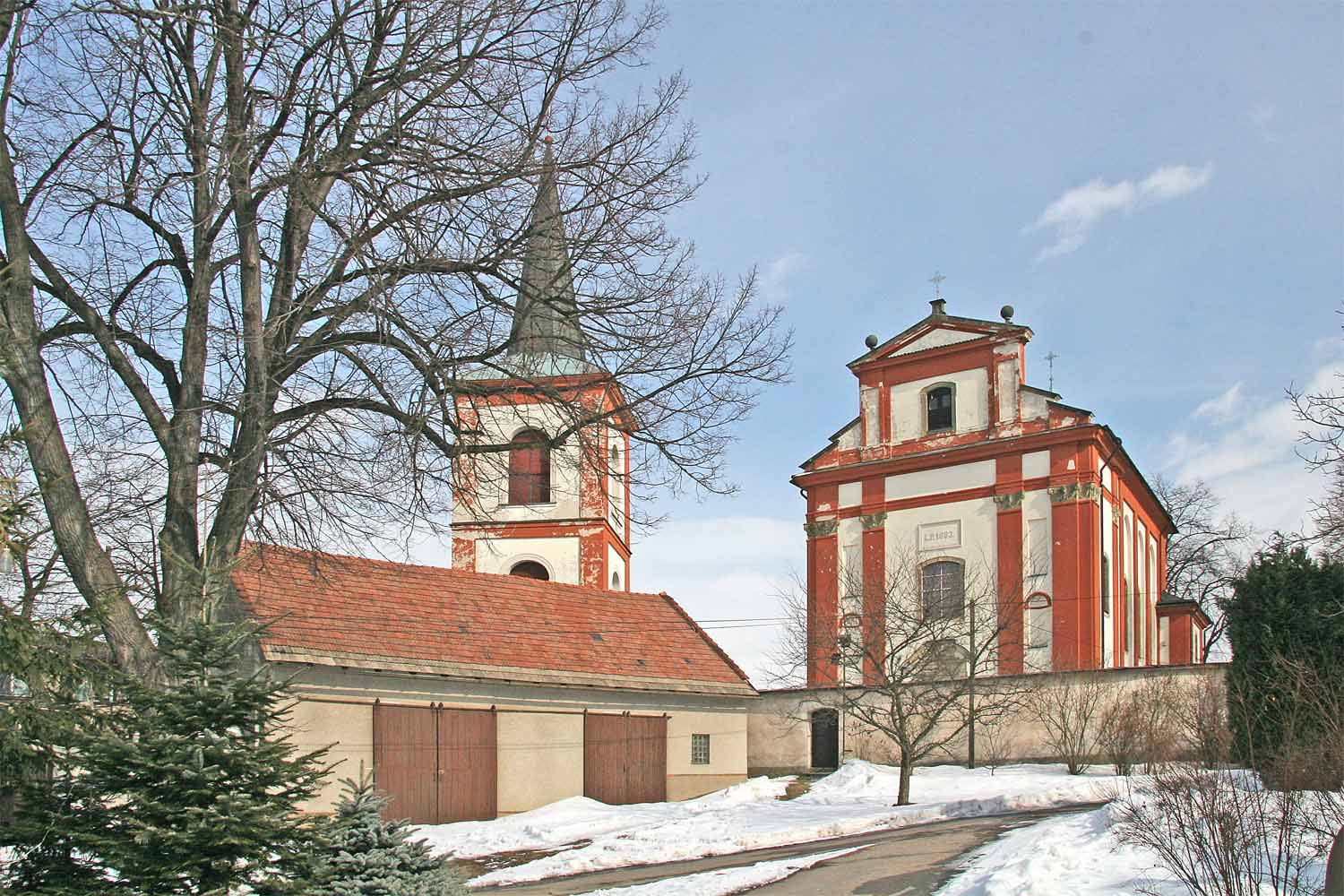
Poutní kostel Hemže 2
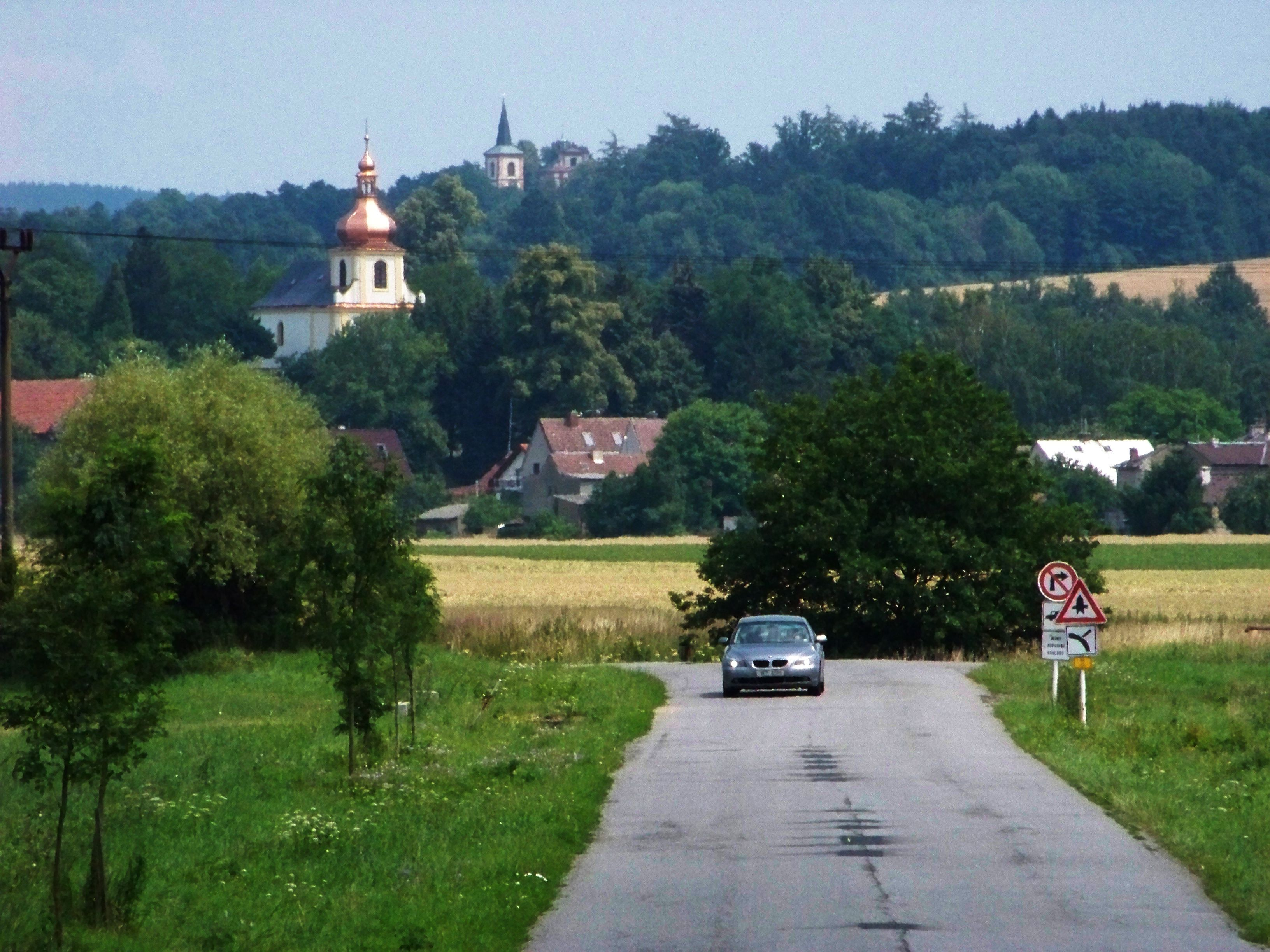
Kostel – Hemže v dáli